# Biên niên ký chim vặn dây cót
Biên niên ký chim vặn dây cót (ねじまき鳥クロニクル Nejimaki-dori Kuronikuru) là một cuốn tiểu thuyết của nhà văn Murakami Haruki. Bản dịch tiếng Việt do Trần Tiễn Cao Đăng dịch dựa theo bản tiếng Anh The Wind-up Bird Chronicle của Jay Rubin và bản dịch tiếng Nga Хроники Заводной Птицы của Sergey Logachev và một số đối chiếu với nguyên tác tiếng Nhật. Bản tiếng Việt được ấn hành lần đầu năm 2007.
Bản gốc tiếng Nhật được phát hành theo ba phần, tạo nên ba "quyển" trong bản tiếng Việt.
1. Dorobō kasasagi hen (泥棒かささぎ編?) (Chim ác là ăn cắp)
2. Yogen suru tori hen (予言する鳥編?) (Chim tiên tri)
3. Torisashi otoko hen (鳥刺し男編?) (Kẻ bắt chim)

Với tiểu thuyết này, Murakami nhận được Giải thưởng Văn học Yomiuri, do nhà phê bình khó tính nhất của ông trước đây, Kenzaburo Oe.

## Tóm tắt nội dung
Nội dung của bản dịch tiếng Anh và tiếng Việt được tóm tắt như sau:
Phần thứ nhất (Chim ác là ăn cắp), bắt đầu bằng việc Toru Okada, đang thất nghiệp, được vợ là Kumiko lệnh cho phải tìm được con mèo mất tích của họ. Kumiko gợi ý rằng việc tìm kiếm nên bắt đầu ở khu vực hàng xóm xung quanh, nhất là khoảng đất bỏ hoang phía sau nhà anh. Sau nhiều lần thử tìm mà không được, Toru gặp Kasahara May, cô bé đã nhiều lần thấy anh trèo ra trèo vào chỗ đất xung quanh, đâm ra tò mò và đặt cho anh nhiều câu hỏi. Rồi May mời Toru qua nhà cô, cùng ngồi trò chuyện ở hàng hiên và hứa sẽ tìm giúp con mèo cho anh. Cuộc trò chuyện cũng hé lộ nhiều tình tiết về "Những vận dớp trong căn nhà bị bỏ hoang" (Nhà của gia đình Miyawaki- bị vỡ nợ, cả nhà tự sát) mà Toru trèo vào tìm con mèo trong đó. Toru cũng nhận được những cuộc điện thoại lạ của một người phụ nữ có vẻ như đang muốn khiêu khích tình dục anh.
Toru thất bại trong việc tìm kiếm chú mèo, Kumiko đành nhờ sự giúp đỡ của anh trai mình, Wataya Noboru. Gia đình của cô (mặc dù cô ít tin) hoàn toàn tin vào chiêm tinh và bói toán. Noboru nhờ Kano Malta, và người em gái phụ việc của mình, Kano Creta, giúp Toru trong việc tìm mèo bị mất nhờ tài tiên tri của 2 người họ. Malta và Creta lần lượt gặp Toru đồng thời kể cho anh nghe việc Creta bị Noboru hãm hiếp. Bên cạnh đó, Toru để ý thấy Kumiko mặc một chiếc váy mới và có một lọ nước hoa hiệu Chrisrtian Dior được tặng từ một người mà anh không quen. Con mèo vẫn mất tích. Và phần một kết thúc bằng việc cụ Honda chết, để lại cho Toru một chai whisky hiệu Cutty Sark rỗng và Trung úy Mamiya đến kể cho anh nghe về những chuyện ông đã trải qua trong chiến tranh.
Kumiko đã bỏ đi ở ngay đầu phần hai (Chim tiên tri). Ít ngày sau, Toru được mời đến gặp Noboru và Malta để nhận thông báo rằng Kumiko đã bỏ đi với nhân tình và không còn cần anh. Thất vọng, Toru quyết định thử nhiều cách để trấn tĩnh bản thân và tìm ra một giải pháp: Đi làm cùng Kasahara May, chui xuống ngồi dưới đáy giếng khô, đi "xem mặt thiên hạ" trong thành phố. Công việc anh làm cùng Kasahara May là phân loại người hói đầu- anh từng làm một lần cũng với cô ở phần 1. Khi ngồi dưới đáy giếng khô (của căn nhà bỏ hoang), anh nghĩ về khoảng thời gian có với Kumiko, gồm cả lần hẹn hò đầu tiên khi hai người đi công viên Thủy cung ngắm "Thế giới sứa". Anh có trải nghiệm dạng xuất thần khi cảm thấy mình đi vào một khách sạn và được một "người đàn ông không mặt"(ngoại hình khá giống Slender Man, tuy nhiên anh có tóc, tay chân bình thường, ăn nói lịch sự, không làm hại ai và không có xúc tu) dẫn vào phòng 208 để trò chuyện với một người phụ nữ trong bóng tối, anh cũng bị một vết bầm lạ trên mặt khi ra khỏi giếng sâu. Toru cũng cảm thấy dường như mình đã làm tình trong mơ với Kano Creta (khi đó lại mặc váy áo của Kumiko) và sau đó là với Người phụ nữ gọi điện thoại ngay ở phòng 208. Creta sau đó xác nhận với Toru chuyện này, nói rằng đó là công việc mà chị Malta giao cho một con "điếm tinh thần" như cô và sau đó hai người đã làm tình thật (với Creta mặc quần áo cũ của Kumiko) trong nhà của anh. Hai người ngủ với nhau và Creta thể hiện ước muốn được đến đảo Crete để sống bên Toru. Khi đi "xem mặt thiên hạ" Toru ngồi trước một của hàng bán donut ở Shinjuku và gặp một người phụ nữ ăn mặc rất đẹp, đồng thời cũng nhận ra một ca sĩ hát dạo mà anh đã gặp ở Sapporo, Hokkaido cách đây ba năm. Toru lén bám theo người này nhưng bị anh ta đánh bằng một cây gậy bóng chày, Toru đánh lại và lấy cây gậy của anh ta.
Phần ba (Kẻ bắt chim) là phần cuối và cũng là phần dài nhất của tiểu thuyết, giới thiệu thêm một số nhân vật và đem đến một cái kết tương đối mở cho người đọc. May đã đi học ở một trường tư sau đó lại bỏ học và đến làm việc ở một nhà máy tóc giả theo giới thiệu của công ty cũ. Con mèo đi lạc gần một năm lại trở về và được Toru đặt tên là Cá thu.Toru mơ thấy anh gặp Kano Malta khỏa thân với cái đuôi mèo mà cô nói là lấy của Cá thu, rằng cái đuôi bây giờ của con mèo là giả, cô cũng nói rằng Kano Creta đã có con với anh, tên đứa bé là Corsia. Người phụ nữ ăn mặc đẹp Toru gặp ở cuối phần 2 tự xưng là Akasaka Nhục đậu khấu. Bà thuê Toru đến làm tại văn phòng "chỉnh lý" của bà vì cho rằng anh cũng có một "năng lực phục hồi" tương tự mình. Công việc này là hồi phục về mặt tinh thần cho những quý bà tuổi trung niên(một công việc khá kỳ lạ, bệnh nhân sẽ chạm vào Nhục đậu khấu để lấy được năng lượng tinh thần của bà, trong trường hợp của Toru thì lần đầu anh đã bị bịt mắt và một bệnh nhân nữ đến hôn và liếm lên vết bầm trên mặt anh, anh đã xuất tinh ngay trong quần lót, điều này khiến anh khá xấu hổ và cảm thấy mình như là một tên "điếm đực về tinh thần" trong lần đó). Đổi lại, Toru có đủ 80 triệu yên để mua lại căn nhà bị bỏ hoang của gia đình Miyawaki dưới danh nghĩa một công ty ma. Akasaka Quế, con trai của Nhục đậu khấu, giúp anh mở một văn phòng "chỉnh lý" mới tại đây và đào sâu thêm cái giếng. Vết bầm trên mặt Toru vẫn lan rộng mà không có lời giải thích. Ushikawa, thư ký của Noboru, nhiều lần đến gặp Toru để truyền đạt yêu cầu của Noboru rằng y muốn anh ngừng dính dáng tới mảnh đất. Toru dần có liên hệ về sự can dự cả gián tiếp lẫn trực tiếp của Noboru và nhà Wataya trong việc Kumiko bỏ đi. Toru cũng có cuộc trò chuyện ngắn với Kumiko qua Internet và lờ mờ đoán ra sự việc. Anh quay lại phòng 208, đối diện với người phụ nữ trong bóng đêm và nhận ra đó là Kumiko, anh quyết định phá vỡ lời nguyền để đưa cô trở về. Cùng lúc, TV trong khách sạn đưa tin Noboru đã bị một kẻ trông giống Toru đánh bất tỉnh bằng gậy bóng chày khi đang phát biểu trước dân chúng ở Akasaka. Đám đông trong khách sạn phát cuồng vì Noboru và truy sát Toru, nhưng "người đàn ông không mặt" đã tìm giúp anh một lối tắt để chạy về phòng 208. Tại đây, anh quyết định đối đầu với "kẻ tấn công cầm dao" để bảo vệ và đưa Kumiko về với anh. Toru đã giết hắn ta bằng gậy bóng chày nhưng bị đâm lại hai phát, một vào vai và một vào mặt- ngay chỗ vết bầm. Khi giết xong y thì lại không thấy Kumiko đâu nữa. Kiệt sức, anh thiếp đi và trở lại lòng giếng khô. Tỉnh dậy, anh nhận thấy cái giếng đã được thông, nước đang dâng dần lên, những vết đâm là có thật và vết bầm trên mặt đã biến mất. Toru lại có ảo giác rằng anh gặp được May và Creta, anh nhớ đến lời dặn của cụ Honda "Hãy cẩn thận với nước" và nghĩ mình sắp chết. Quế đã cứu được anh và ít ngày sau anh được Nhục đậu khấu cho hay là Noboru đã bị đột quỵ khi đang có bài phát biểu với tư cách của một dân biểu Hạ viện ở Nagasaki và đang phải sống thực vật. Kumiko quyết định ngắt thiết bị hỗ trợ sự sống để kết liễu hắn rồi viết một bức thư nói rằng mình vẫn ổn và giải thích rõ mọi chuyện xảy ra với mình gửi cho Toru. Sau đó cô đến tự thú với cảnh sát, ra tòa lãnh án tù, từ chối nhận bào chữa cũng như bảo lãnh tại ngoại. Cuối truyện, Toru đến thăm May, thổ lộ rằng anh vẫn đợi Kumiko trở về và mong rằng họ sẽ có một đứa con, anh sẽ đặt tên nó là Corsia. Kết thúc cuộc gặp, anh tạm biệt May và cố gắng chìm vào giấc ngủ.
Xen giữa các chương tường thuật sự việc chính là các bức thư của May gửi cho Toru trong thời gian xa cách, những đoạn ký ức về giai đoạn Mãn Châu quốc trong Thế chiến II của Trung úy Mamiya và Akasaka Nhục đậu khấu, câu chuyện bí ẩn về cậu bé và cái xẻng (ám chỉ Akasaka Quế) đồng thời là các bài báo ngầm nói về khả năng đặc biệt của Nhục đậu khấu cũng như việc kỳ lạ tại "căn nhà bị bỏ hoang" và những người chủ mới mua nó (chỉ Toru và công việc đào giếng của anh).
Lưu ý rằng đây là tóm tắt cốt truyện của bản dịch và ít nhiều đã chịu ảnh hưởng từ sự chỉnh sửa của các dịch giả, vì thế có thể nó sẽ không phản ánh được đầy đủ các sự kiện đã diễn ra trong bản gốc tiếng Nhật của tác giả.

## Các nhân vật chính
Trong các nhân vật chính và phụ trong cuốn sách này, một số nhân vật quan trọng nhất gồm có:
- Okada Toru (岡田亨、おかだ とおる): Người kể chuyện và là nhân vật chính, Toru là một mẫu đàn ông trẻ thụ động và thường lãnh đạm sống trong vùng ngoại ô nước Nhật. Đã ngoài 30 tuổi, cao 1.72 m và nặng 63 kg. Thích tác phẩm Anh em nhà Karamazov, thích công việc dọn dẹp và thích bơi. Anh là chồng của Kumiko và thường xuyên nghe theo những mệnh lệnh hoặc mong muốn của người khác. Từng làm việc tại công ty luật nhưng hiện đang thất nghiệp, anh là hiện thân của sự thụ động.
- Okada Kumiko (岡田久美子、おかだ くみこ- クミコ): Kumiko là vợ của Toru, trụ cột về mặt tài chính trong gia đình và là người tự lập. Cô làm việc trong một công ty xuất bản. Bị anh trai mình cưỡng bức về mặt tinh thần, theo như cô nói, và sau đó đã quan hệ tình dục với rất nhiều đàn ông không phải chồng mình đến mức "nhiều không đếm xuể" (Chương 38 bản tiếng Việt- Biên niên ký sự của Chim vặn dây cót số 17- Lá thư của Kumiko) và rồi mắc bệnh giang mai. Cô bị Noboru và nhà Wataya ép phải cắt đứt quan hệ với Toru và bị buộc không được gặp mặt anh. Việc này làm cô vô cùng đau đớn và căm ghét Noboru. Sau cùng, khi Noboru bị đột quỵ phải sống thực vật, cô quyết định ngắt thiết bị hỗ trợ sự sống để kết liễu hắn rồi viết một bức thư giải thích rõ mọi chuyện xảy ra với mình gửi cho Toru. Cô đến tự thú với cảnh sát, ra tòa lãnh án tù, từ chối nhận bào chữa cũng như bảo lãnh tại ngoại. Tuy vậy, Toru vẫn đợi chờ cô và anh hy vọng khi cô ra tù họ sẽ có một đứa con. Toru dự định đặt tên con là Corsia, giống tên con của anh và Kano Creta mà anh nghe thấy trong mơ.
- Wataya Noboru (綿谷昇- ワタヤ ノボル): Noboru là anh trai của Kumiko. Y được giới thiệu là một mẫu người cuốn hút; công chúng yêu thích y, nhưng Toru thì không thể chịu đựng được. Noboru thoạt đầu xuất hiện như một học giả, rồi theo câu chuyện trở thành một chính trị gia, và không có đời sống cá nhân rõ ràng. Y được mô tả là một người có bề ngoài giả tạo, và không thực. Y đã cưỡng bức chị gái mình, ép chị ấy phải tự sát, tiếp theo sẽ là em gái của y, Kumiko. Kumiko từng nhìn thấy y thủ dâm với đồ lót của người chị đã chết nhưng Kano Creta cho rằng y hoàn toàn liệt dương. Toru thì luôn thầm nghĩ y có một sức mạnh ghê gớm có thể nghiền nát anh. Cả Toru và Kumiko đều cho rằng y có một năng lực đen tối và rằng y đang tính sau khi đã làm ô uế hai chị em Kumiko cũng như Kano Creta, y sẽ làm ô uế mọi con người trên thế giới. Y bị đột quỵ khi đang có bài phát biểu với tư cách của một dân biểu Hạ viện ở Nagasaki và bị chính em gái mình kết liễu khi đang sống thực vật. ("Wataya Noboru" còn là tên mà Toru và Kumiko đã đặt cho con mèo của họ.)
- Kasahara May hay Kasahara Mei (笠原メイ): May là một thiếu nữ có một số vấn đề về tâm lý, ở tuổi đi học, nhưng cô không muốn theo học. Sau một tai nạn môtô với bạn trai, cô giả vờ bị tật ở chân và lấy cớ đó để trốn học ở nhà. May gặp Toru lần đầu khi anh đang cố tìm con mèo mất tích. Cô thường gọi Toru là Ông Chim vặn dây cót (Biệt danh này Toru tự nghĩ ra). May mặc cảm vì cái chết của người yêu cũ và dường như luôn day dứt vì vẫn còn là gái trinh, vì chưa hết mình với người bạn trai đã chết trong tai nạn môtô. Toru và May liên lạc thường xuyên với nhau trong suốt cuốn sách; khi May không hiện diện, cô viết thư cho anh (mặc dù sau khi đọc kỹ, người đọc có thể thấy các thư của cô không đến được địa chỉ của anh). Qua những bức thư, có thể thấy cô đã thầm yêu Toru, thậm chí còn muốn bị Toru cưỡng hiếp và mong được một lần trở thành Bà Chim vặn dây cót (tức là thay Kumiko làm vợ Toru). Những mẩu đối thoại giữa hai người thường quái dị và đề cập đến cái chết và sự suy đồi của đời sống con người. Quái dị hơn là không khí vui tươi hoàn toàn không nghiêm túc khi miêu tả cuộc đối thoại giữa hai người.
- Kano Malta (加納マルタ): Kano Malta là một nhân vật trung gian đã đổi tên mình thành "Malta" sau khi thực hiện một dạng "tu hành" ở đảo Malta một thời gian. Cô được Kumiko nhờ vả giúp gia đình tìm con mèo bị lạc.
- Kano Creta (加納クレタ): Biệt danh Creta được chị cô "Malta" đặt cho dựa theo tên đảo Crete nằm gần đảo Malta. Tên thật của cô là Kano Setsuko (加納 悦子).Là em gái của Malta và là người học việc, cô tự nhận mình là "con điếm tinh thần". Cô mắc chứng bệnh lạ gây đau đớn toàn thân và đã tự tử bất thành năm 20 tuổi. Vì vụ này cô đã nợ một số tiền đền bù lớn và phải đi làm "điếm thể xác" (như cô nói) để trả nợ, nhưng cô đã hoàn toàn không cảm thấy đau đớn gì và cũng chẳng còn khoái cảm gì khi quan hệ tình dục với ai cả. Đáng ngạc nhiên là cô lại đạt cực khoái sau khi bị Wataya Noboru cưỡng hiếp bằng bạo dâm, mà theo cô, hành động của y đã làm ô uế cô. Sau lần đó, cô từ bỏ việc làm "điếm thể xác", gặp lại chị mình và trở thành "điếm tinh thần". Hơi khó hiểu, đối với Toru, Creta có khuôn mặt và thân hình y hệt như Kumiko. Cô tự giải thích rằng mình đã từng hai lần làm tình trong mơ với Toru và sau đó hai người đã quan hệ tình dục ngoài đời thực một lần duy nhất. Cô mong muốn được đến đảo Crete cùng Toru nhưng sau cùng, theo những gì Toru thấy trong mơ, thì cô đã về Hiroshima trở thành một nông dân và kết hôn với Trung úy già Mamiya. Con của cô, Corsia, theo như cô nói, có "1 nửa của Toru, 1 nửa của Trung úy Mamiya".
- Akasaka Nhục đậu khấu (赤坂ナツメグ): Sinh ra ở Yokohama, trong Chiến tranh thế giới thứ hai, bà cùng gia đình chuyển đến Tân Kinh, Mãn Châu quốc (nay là Trường Xuân, Trung Quốc) vì cha bà làm bác sĩ thú y cho sở thú ở đó. Chiến tranh đi đến hồi kết, bà cùng mẹ lên tàu trở về Nhật Bản nhưng cha của bà thì mãi mãi không bao giờ trở về. Nhục đậu khấu bị ám ảnh bởi những ký ức về sở thú Tân Kinh, về cuộc chạm trán của chiếc tàu chở dân tị nạn mà bà đi với tàu ngầm Mỹ, về người cha- bác sĩ có vết bầm trên mặt, về tiếng Chim vặn dây cót. Điều này được bà đem vào trong những câu chuyện, cả có thực lẫn tưởng tượng mà bà kể cho Quế- con trai bà nghe. Nhục đậu khấu gặp Toru lần đầu khi anh đang ngồi trên ghế đá để nhìn khuôn mặt của mọi người ngày này qua ngày khác ở Shinjuku. Lần thứ hai họ gặp nhau, bà bị thu hút bởi vết bầm trên má trái của anh. Bà và Toru có một sự tình cờ kỳ lạ: chim vặn dây cót trong sân vườn của Toru và vết bầm trên má xuất hiện trong những câu chuyện liên quan đến Thế chiến II của Nhục đậu khấu, cũng như cha của Nhục đậu khấu và Trung úy Mamiya (một người quen của Toru) được liên kết với nhau thông qua Thế chiến II. "Akasaka Nhục đậu khấu" là cái tên giả mà bà đã tự chọn sau khi nói với Toru rằng không thích hợp khi nói tên "thật" của mình. Tên thật của bà không bao giờ được đề cập trong tiểu thuyết.
- Akasaka Quế (赤坂シナモン): Quế là đứa con trai câm, nhưng cực kỳ của thông minh của Nhục đậu khấu. Anh giao tiếp thông qua hệ thống các dấu hiệu bằng tay vô cùng dễ hiểu và bằng cách nhép miệng. Cũng vậy "Quế" là một cái tên giả do Nhục đậu khấu đặt ra. Tên thật của Quế cũng không được đề cập tới.
- Cụ Honda - Hạ sĩ Honda (本田さん-本田伍長): Tên đầy đủ là Oishi Honda (本田大石). Sinh ra tại Ashahikawa, Hokkaido. Cụ là một nhà chiêm tinh được nhà Wataya tôn sùng trong một thời gian dài. Cụ đã cứu sống Trung úy Mamiya trong Chiến dịch Nomonhan cuối Chiến tranh biên giới Xô- Nhật (Chiến tranh Nga-Nhật lần 2). Nhiều lời tiên đoán của cụ đã ứng nghiệm vào chính cuộc đời của Trung úy Mamiya, Toru và Kumiko (Song đáng tiếc rằng ban đầu cả hai chỉ coi đây là những lời của người già lẩm cẩm). Mọi người thường cho rằng năng lực cụ có được là do bị điếc sau khi bị thương do một quả lựu đạn hồi cuối Chiến tranh thế giới thứ 2 nhưng theo lời Trung úy Mamiya kể lại thì chính Honda khi cứu mình trong sự kiện Nomonhan tiết lộ rằng năng lực của ông đã tồn tại trong nhiều năm và chiến tranh chỉ là một hoàn cảnh đặc biệt khiến nó mạnh lên thôi. Cụ đóng vai trò rất lớn trong việc bắt nhà Wataya phải đồng thuận với cuộc hôn nhân của Toru và Kumiko.
- Trung úy Mamiya (間宮中尉、間宮徳太郎、まみや とくたろう): Sinh ra tại Hiroshima. Cùng tham gia với hạ sĩ Honda trong chiến dịch Nomonhan và được ông cứu sống. Chiến tranh kết thúc, Trung úy Mamiya bị Liên Xô giam giữ trong trại khổ sai ở Siberia mãi đến tân năm 1949. Về Nhật sau 12 năm tham chiến thì gia đình đã chết hết, người yêu cũ bỏ đi lấy chồng. Ông đành trở về quê cũ làm một nông dân. Ông là người đem đến cho Toru di vật của cụ Honda và là người kể cho anh nghe những ký ức chiến tranh của mình về giai đoạn Mãn Châu quốc cũng như những ngày cuối của Thế chiến II.
- Người phụ nữ trên điện thoại (電話の女): Người hay gọi điện thoại vào máy nhà Toru, thường chỉ là "xin 10 phút trò chuyện" nhưng sau đó lại khiêu khích tình dục anh và làm Toru không ít lần bực mình, bối rối. Cô biết tường tận từng chi tiết về Toru, không bao giờ xưng tên nhưng luôn nói rằng Toru biết rõ mình và thường khiêu khích anh đoán xem mình là ai? Khi mơ Toru nghĩ anh đã làm tình với cô và Kano Creta trong phòng 208 và anh cũng nghĩ cô chính là Kumiko khi nói chuyện trong bóng tối ở phòng 208 cuối truyện. Thực tế thì có thể đây chỉ là một "bản ngã khác" của Kumiko ngoài đời thực đã gọi cho Toru trong cơn hoan lạc khi quan hệ tình dục với nhân tình ở khách sạn để tăng khoái cảm và sự kích thích (Thư của Kumiko có nói về việc này và các cuộc gọi chỉ đến khi Kumiko không ở nhà cùng Toru), một biểu hiện của sự đồi bại tình dục, một sự ô uế kéo dài như cô đã viết. (Dễ thấy những cảnh tương tự cảnh này trong rất nhiều tác phẩm khiêu dâm có yếu tố NTR(ngoại tình) của Nhật Bản.)
- Mèo Cá thu (サワラ): là một con mèo vằn (theo Karahasa May thì nó khá giống con hổ) bị đi lạc từ đầu phần 1 và trở về trong phần 3. Trước đây không có tên mà chỉ được Toru và Kumiko gọi đùa bằng cái tên "Wataya Noboru" vì dáng đi kỳ dị của nó. Sau khi trở về, nó được Toru đặt tên là "Cá thu", theo tên món ăn mà anh nghĩ là nó thích.

## Những chương bị thiếu

### Tóm tắt nội dung những chương bị lược bỏ và sửa đổi
Trong bản dịch của Jay Rubin, chương 15, quyển 2 bản tiếng Nhật, khi Toru chuẩn bị đi đảo Crete đã bị lược bỏ hoàn toàn. Trong chương này, anh thức dậy và thấy mình đang nằm cạnh Kano Creta, xuất hiện một cách bí ẩn từ đêm hôm trước trên giường của Toru. Cô nói mình đã quên hết ký ức cũ (trước khi gặp Toru), thậm chí cả tên thật của mình, và muốn cùng anh trốn khỏi Nhật Bản đến đảo Crete với cô. Toru đốt mọi kỷ vật bỏ lại của Kumiko và đi vào thị trấn mua một chiếc va li lớn. Anh đọc được một bài báo viết về Wataya Noboru, giờ đang cố gắng trở thành một chính trị gia. Phần lớn chương này là bài báo Toru đọc. Trong chương 17, Toru đã đi chụp ảnh cho hộ chiếu và gặp cậu của mình, người sau đó đã bày cho anh cách trấn tĩnh bằng việc "xem mặt thiên hạ" giữa phố đông. Cảnh này bị lược bỏ trong bản tiếng Anh nên người đọc nước ngoài sẽ không nắm được rõ nguyên nhân các hành động của Toru. Chương 18 bản tiếng Nhật đã bị lược bỏ hoàn toàn, nhưng vẫn giữ lại một số ý đưa vào các chương tiếp theo. Cảnh đối thoại giữa Toru và May được hợp nhất với cảnh tương tự trong chương 17, và lá thư của Trung úy Mamiya đã được dời sang chương 1, quyển 3. Các ý bị xóa của chương 18 bao gồm sự trở lại của Kano Crete, và Toru nói với cô về ý tưởng ở lại Nhật Bản. Toru cũng đi gặp May, hai người cùng ngắm cảnh phá hủy ngôi nhà cũ của gia đình Mamiya. Ý này nói rõ việc hợp pháp hóa chuyện Toru mua lại mảnh đất ở quyển 3. Toru đi bơi ở bể bơi công cộng và cảm thấy như mình đang trôi trong lòng giếng sâu cùng với việc nghe thấy tiếng đàn ngựa gào rống đến chết trong đêm nhật thực. Điều này làm Toru đoán ra người phụ nữ trong bóng tối ở phòng 208 chính là Kumiko, vợ anh. Quyển 2 gốc đã kết thúc bằng lời gợi ý cho quyển 3. Trong quyển ba bản tiếng Nhật, chương 1 vốn là chỉ lá thư của Karasaha May thì lại được ghép thêm với bức thư của Trung úy Mamiya, và chương hai bản tiếng Anh thì đã bị đổi vị trí. Chương 26 bản tiếng Nhật đã bị lược bỏ hoàn toàn, chương này Toru đã chat với Wataya Noboru, đe dọa sẽ phá hủy tham vọng điên cuồng của hắn ta (Có lẽ chính vì cuộc đối thoại này mà y mới căng thẳng dẫn đến đột quỵ). Bản tiếng Anh không có mục lục, nhưng nếu liệt kê các chương so với bản gốc ngang hàng cạnh nhau, thì các chương bị thiếu sẽ hiện rõ.

### So sánh tựa đề các chương trong bản dịch tếng Anh với bản gốc của Murakami

#### So sánh tên các chương trong quyển 2
| Bản dịch tiếng Anh của Jay Rubin                | Bản gốc của Murakami                                                   |
| ----------------------------------------------- | ---------------------------------------------------------------------- |
| 14 Creta Kanō's new departure                   | 14 Creta Kanō's new departure                                          |
| 15 The only bad thing...                        | 15 The right name, the things burned with salad oil...                 |
| 16 The simplest thing...(hết quyển 2 tiếng Anh) | 16 The only bad thing...                                               |
| Không có                                        | 17 The simplest thing...                                               |
| Không có                                        | 18 Tidings from Crete, the things that fell...(hết quyển 2 tiếng Nhật) |

#### So sánh tên các chương trong quyển 3
| Bản dịch tiếng Anh của Jay Rubin                                                               | Bản gốc của Murakami                                                                           |
| ---------------------------------------------------------------------------------------------- | ---------------------------------------------------------------------------------------------- |
| 1 The Wind-Up Bird in Winter                                                                   | 1 May Kasahara's Point of View                                                                 |
| 2 Waking from Hibernation...                                                                   | 2 The Mystery of the Hanging House                                                             |
| 3 What Happened in the Night                                                                   | 3 The Wind-Up Bird in Winter                                                                   |
| 4 Buying New Shoes...                                                                          | 4 Waking from Hibernation...                                                                   |
| 5 A Place You Can Figure Out If You Think About It Really, Really Hard (May Kasahara's POV: 1) | 5 What Happened in the Night                                                                   |
| 6 Nutmeg and Cinnamon                                                                          | 6 Buying New Shoes...                                                                          |
| 7 The Mystery of the Hanging House                                                             | 7 A Place You Can Figure Out If You Think About It Really, Really Hard (May Kasahara's POV: 2) |
| 8 Down in the Well                                                                             | 8 Nutmeg and Cinnamon                                                                          |
| 9 The Zoo Attack (or, A Clumsy Massacre)                                                       | 9 Down in the Well                                                                             |
| 24 The signal turns red...                                                                     | 24 Counting sheep...                                                                           |
| 25 Triangular ears...                                                                          | 25 The signal turns red...                                                                     |
| 26 The Wind-Up Bird Chronicle #8...                                                            | 26 Damaging things, ripe fruit                                                                 |
| 27 Cinnamon's missing links                                                                    | 27 Triangular ears...                                                                          |
| ...                                                                                            | 28 The Wind-Up Bird Chronicle #8...                                                            |
| ...                                                                                            | 29 Cinnamon's missing links                                                                    |

### Giải thích của Jay Rubin về sự lược bỏ và những tranh cãi cũng như sửa đổi về sau
Jay cho rằng 60 trang của bản gốc bị lược bỏ chỉ chiếm khoảng 5% ý nghĩa của toàn bộ câu chuyện và sẽ không phá vỡ mạch truyện chính. Thế nhưng, một độc giả của tờ New York Times lại cho rằng những sửa đổi của ông đã làm mất đi tính toàn vẹn trong câu chuyện của Murakami. Tuy nhiên bản thân Murakami, đã cẩn thận đọc bản nháp của Jay từ năm từ năm 2000, lại đồng ý với cách chỉnh sửa này. Ông cho rằng sự chỉnh sửa của Jay là cần thiết đối với người đọc Anh ngữ cũng như là một sự thuận lợi lớn cho các dịch giả có ý định dịch lại tác phẩm từ bản tiếng Anh. Dù vậy vẫn có nhiều dịch giả không đồng tình với bản chỉnh sửa này và quyết định dịch sang ngôn ngữ của họ từ bản gốc chứ không phải dựa theo bản dịch của Jay Rubin.

## Tác phẩm liên quan
- Chương đầu tác phẩm dựa trên truyện ngắn "Chim vặn dây cót và người phụ nữ của ngày Thứ Ba"「ねじまき鳥と火曜日の女たち」, đăng trên tạp chí Shincho tháng 1 năm 1986, sau được đưa vào tuyển tập "Tái tập kích tiệm bánh mỳ" phát hành bởi Bungei vào ngày 10 tháng 4 cùng năm.[4]
- Kano Crete và Kano Malta được dựa trên hai nhân vật cùng tên và có cùng khả năng đặc biệt trong truyện ngắn "Kano Crete"「加納クレタ」ban đầu bị các tạp chí về văn học tại Nhật Bản từ chối, sau đó được đưa vào tuyển tập "Người TV" 「TVピープル」phát hành bởi Nhà xuất bản Bungei ngày 19 tháng 1 năm 1990. Tuy nhiên Kano Crete trong truyện ngắn này tên thật là Kano Taki (加納タキ) và có số phận khác hoàn toàn so với Kano Setsuko trong Biên niên ký Chim vặn dây cót.
- Căn nhà chất đầy quần áo cũ của Kumiko và sau đó là các bộ vest mới của Toru cùng việc Kano Crete hỏi mượn quần áo của Kumiko và cảnh Toru đốt tất cả quần áo Kumiko bỏ lại trong 1 chiếc hộp lấy cảm hứng từ Tony Takitani và người vợ quá cố của mình trong truyện ngắn "Tony Takitani" 「トニー滝谷」trích từ cuốn "Bóng ma ở Lexington"「レキシントンの幽霊」(Vợ Tony đã chết và cũng để lại 1 tủ quần áo đầy không ai sử dụng, anh thuê một người phụ nữ đến chỉ để mặc những quần áo đó, nhưng sau cùng thì cho cô ta một phần số đồ và bán hết số còn lại) phát hành bởi Bungei ngày 30 tháng 11 năm 1996.
- Mizumaru Anzai, đồng tác giả với Haruki Murakami trong bài luận "Nhà máy của đất nước Mặt trời mọc"「日出る国の工場」đăng trên Heibonsha ngày 1 tháng 4 năm 1987, đã được phỏng vấn ở Niiagta, cùng với nhà máy tóc giả được đề cập trong bài luận, đã xuất hiện trong những bức thư của Karahasa May.
- Các trường đoạn miêu tả nhân vật Trung úy già Mamiya đã chịu ảnh hưởng lớn từ truyện ngắn "Where I'm Calling From" của nhà văn Mỹ Raymond Carver năm 1988.
- Những giấc mơ về phòng 208 của Toru tương tự như cặp song sinh mang số áo 208 và 209 trong Pinball, 1973 và đều lấy cảm hứng từ chương "Room 208, Hotel Trout Fishing in America" trong tiểu thuyết "Trout Fishing In America" của nhà văn Mỹ Richard Brautigan phát hành bởi Four Seasons Foundation ngày 12 tháng 10 năm 1967.
- Wataya Noboru và Karasaha May (hay Mei) cũng là cái tên được nhắc tới trong truyện ngắn "Công việc gia đình" 「ファミリー・アフェア」in lần đầu ngày 11 tháng 12 năm 1985 trên tạp chí LEE của Shueisha, sau được đưa vào tuyển tập "Tái tập kích tiệm bánh mỳ" và bản dịch tiếng Anh được đưa vào tuyển tập "Con voi biến mất" (The Elephant Vanishes) phát hành tại Mỹ ngày 31 tháng 3 năm 1993(Đây gần như là hình mẫu cho cả nhân vật Noboru và gia đình Wataya trong Biên niên ký chim vặn dây cót vì trong truyện ngắn này "tôi" có 1 cô gái 18 tuổi và chị gái 22 tuổi luôn chịu sức ép về tinh thần từ gia đình nhất là từ cha "tôi" là anh trai đồng thời đang vướng vào cuộc tranh cãi với em gái về Noboru- bạn trai mới nhất của cô "tôi" đã gặp Karasaha May). Bên cạnh đó, trong Pinball, 1973, nhân vật "tôi" có người đồng nghiệp tên là Watanabe Noboru, dễ làm ta liên tưởng tới Wataya Noboru, và trong "Con voi biến mất", người giữ voi cũng tên Watanabe Noboru, có điều đây là 1 ông già tầm 60 hay 70 tuổi và là nhân viên sở thú thành phố mà thôi(!)
- Bản thảo của Biên niên ký Chim vặn dây cót đã được cắt giảm đáng kể để trở thành một tác phẩm riêng chứ không phải phần sau của cuốn Phía Nam biên giới, phía Tây mặt trời.
- Nhân vật Ushikawa có mặt ở nửa sau của truyện sau này lại xuất hiện với vai trò phản diện trong 1Q84- một bộ tiểu thuyết khác của Haruki Murakami.
- Câu hỏi về gốc rễ của bạo lực đề cập trong tác phẩm sau này cũng được lặp lại trong truyện ngắn "Đường xe điện ngầm" viết về vụ khủng bố tàu điện ngầm Tokyo tháng 3 năm 1995. Ngoài ra, các sự kiện về Chiến dịch Nomonhan đã được truyền cảm hứng từ chuyến du lịch đến Nomonhan tháng 6 năm 1994 của tác giả.

## Ảnh hưởng từ văn hóa đại chúng
Một số biểu tượng của văn hóa đại chúng đã xuất hiện trong tác phẩm qua đối thoại của các nhân vật và những chi tiết ngẫu nhiên trong các chương:
| Herb Alpert                               | Nghệ sĩ kèn Trumpet và nhà soạn nhạc người Mỹ, người sáng lập hãng thu âm "A&M Record". Trong truyện khi Toru hỏi Kano Malta về ấn tượng đầu tiên của cô với đảo Malta là gì? Cô trả lời rằng cô đã nghĩ đó là một nơi toàn cát như trong "The Maltese Melody" của Herb Alpert & The Tijuana Brass band. |
| Allen Ginsberg                            | Nhà thơ Mỹ, một trong những thủ lĩnh của Thế hệ Beat của thập niên 1960. Theo Kano Malta thì cả Ginsberg và Keith Richards đều từng đến Malta để uống nước suối như cô. Cần lưu ý rằng trong truyện ngắn "Kano Crete"「加納クレタ」(bản gốc của 2 nhân vật Kano Malta và Kano Crete trong Biên niên ký Chim vặn dây cót) Ginsberg và Keith Richards cũng đều được đề cập như thế này. |
| Keith Richards                            | Lead guitar và đồng sáng lập của ban nhạc rock người Anh, The Rolling Stones, trong truyện anh được đề cập với cái tên Nhật là Kīsu richādo「キース・リチャード」. |
| Ca khúc chủ đề của phim A Summer Place    | Xuất hiện trong bộ phim tình cảm lãng mạn "A Summer Place" tháng 11 năm 1959, trước đó ca khúc từng được Percy Faith Orchestra phát hành dưới dạng đĩa đơn vào tháng 9 cùng năm và đã đứng đầu các bảng xếp hạng âm nhạc của Mỹ suốt từ lúc đó đến tận tháng 2 năm 1960. Bài hát này được phát trong tiệm giặt là khi Toru đến lấy váy và áo cánh của vợ đã gửi giặt ở đấy và phát hiện Kumiko đã bỏ đi. Ca khúc cũng nhiều lần được nhắc tới trong cuốn Nhảy nhảy nhảy và tiểu thuyết đang viết dở "Những người đàn ông không có đàn bà" 「女のいない男たち」nói về một người đàn ông có vợ mới tự tử và nhớ lại người tình xưa. |
| Andy Williams                             | Ca sĩ Mỹ nổi tiếng. Hát 2 ca khúc "Hawaiian Wedding Song" và "Canadian Sunset" cũng là những bài hát hay phát ở tiệm giặt là mà Toru thường đến. |
| Robert Maxwell                            | Nhà soạn nhác người Mỹ, sáng tác bài "Ebb Tide"(Thủy triều lên xuống), 1 ca khúc phát ở tiệm giặt là đã gây nhiều suy nghĩ cho Toru. |
| Burt Bacharach                            | Sáng tác ca khúc "Do You Know the Way to San Jose?" hát bới Dionne Warwick cũng từng được phát trong tiệm giặt. |
| Toyota MR2                                | Một chiếc xe thể thao 2 chỗ được Toyota sản xuất và bán từ năm 1984 đến năm 1999, Kano Crete đã tự tử bất thành bằng 1 chiếc xe loại này. |
| Dairy Queen                               | Thường gọi là DQ, là một chuỗi cửa hàng ăn nhanh nay đã không còn hoạt động tại Nhật Bản, May và Toru từng 2 lần đến uống cà phê và ăn hambuger tại tiệm DQ trên phố Ginza. |
| Waldszenen (Forest Scenes- Cảnh rừng cây) | Một album gồm chín bản solo piano ngắn của Robert Schumann phát hành năm 1850. Bản Vogel als Prophet (Bird as Prophet)- Chim tiên tri đã được Toru nghe thấy trên đài FM. Tác phẩm này cũng chính là cảm hứng cho quyển 2 của tác phẩm. |
| Dunkin' Donuts                            | Chuỗi cửa hàng ăn nhanh của Mỹ thành lập năm 1948, đến cuối năm 1998 thì rút khỏi thị trường Nhật Bản. Toru đã 2 lần đi mua bánh rán và cà phê ở tiệm Dunkin' Donuts trên đường Shinjuku. Đây cũng là nơi anh ngồi để "xem mặt thiên hạ" và gặp được Akasaka Nhục đậu khấu. |
| Osmond Brothers                           | Nhóm nhạc Mỹ nổi tiếng với ca sĩ Donny Osmond hát solo. Sau đổi tên thành The Osmond và khá thành công trong thập niên 1970. Ushikawa trong lần gặp đầu tiên với Toru đã so sánh cuộc gặp gỡ của họ như 1 bài hát của Osmond Brothers. |
| Melancholy                                | Tên bộ phim làm lại năm 1940 của Mỹ dựa theo phim Warteloo Brigde năm 1931, xuất hiện cùng với Auld Lang Syne, Robert Taylor và Vivien Leigh khi Kumiko nói chuyện với Toru ở cuối truyện. |

## Các bản dịch
Bản dịch tiếng Anh đầu tiên The Wind-up Bird Chronicle được dịch bởi Jay Rubin. Do có sự khác nhau giữa ngữ pháp tiếng Anh và tiếng Nhật nên bản dịch đã có một số điểm khá khác biệt so với bản gốc. Cũng có sự khác biệt giữa bản sách bìa cứng và bìa mềm của Nhật Bản. Điều này hầu như không được thể hiện trong các bản dịch tiếng Anh và các ngôn ngữ khác về sau. Nhiều dịch giả sau đó đã thử dịch lại bằng tiếng Anh-Mỹ hoặc tiếng Anh-Anh, nhưng bản dịch của Jay Rubin vẫn là bản phổ biến với người đọc nhất.
Bản tiếng Đức được dịch bởi Giovanni và Ditte Bandini, dựa theo bản dịch tiếng Anh.
Bản tiếng Thụy Điển Fågeln som vrider upp världen phát hành năm 2007, được dịch trực tiếp từ tiếng Nhật bởi Eiko và Yukiko Duke.
Bản tiếng Đan Mạch Trækopfuglens Krønike phát hành năm 2001, cũng được dịch trực tiếp từ tiếng Nhật bởi Mette Holm.
Bản tiếng Nga Хроники Заводной Птицы phát hành năm 2002 dịch bởi Sergei và Ivan Logachev.
Bản tiếng Hungary A kurblimadár krónikája dịch theo bản sách tiếng Nhật bìa cứng bởi György Erdős, phát hành năm 2009.
Bản tiếng Hy Lạp Το κουρδιστό πουλ được dịch bởi  Leonidas Karatzas, dựa theo bản dịch tiếng Anh của Jay Rubin.
Bản tiếng Phần Lan Kronika ptaka nakręcacza được dịch trực tiếp từ tiếng Nhật bởi Anna Zielińska-Elliot.
Bản tiếng Séc Kronika ptáčka na klíček dịch theo bản gốc tiếng Nhật bởi Klára Macúchová, phát hành năm 2014.
Bản dịch tiếng Việt do Trần Tiễn Cao Đăng thực hiện dựa theo bản tiếng Anh The Wind-up Bird Chronicle của Jay Rubin và bản dịch tiếng Nga Хроники Заводной Птицы của Sergey Logachev và một số đối chiếu với nguyên tác tiếng Nhật.
Cũng nên chú ý rằng ngoài những sự khác biệt giữa bản tiếng Nhật và tiếng Việt, còn có những sự khác biệt giữa bản bìa cứng và bìa mềm bằng tiếng Nhật.
Khá thú vị khi để ý trong bản gốc, tên của nhân vật chính đều được viết theo chữ katakana chứ không phải kanji. Đây là một sự lựa chọn táo bạo của tác giả, và nó chuyển tải một thông điệp không thể thể hiện được khi dịch sang ngôn ngữ khác. Có lẽ nó có cùng lý do với việc tại sao tác giả không bao giờ mô tả hình dạng thật của Toru.

## Các lần xuất bản
| Ngôn ngữ          | Dịch giả                        | Phát hành                          | Nhà xuất bản              |
| ----------------- | ------------------------------- | ---------------------------------- | ------------------------- |
| Tiếng Anh- Mỹ     | Jay Rubin                       | 21 tháng 10 năm 1997               | Knopf                     |
| Tiếng Anh- Anh    | Jay Rubin                       | Tháng 5 năm 1998                   | Harvill Press             |
| Tiếng Đức         | Giovanni, Ditte Bandini         | 1998                               | DuMont                    |
| Tiếng Pháp        | Corinne Atlan, Karine Chesneau  | 04 Tháng 5 năm 2001                | Seuil                     |
| Tiếng Italia      | Antonietta Pastore              | 1999                               | Baldini & Castoldi        |
| Tiếng Tây Ban Nha | Lourdes Porta, Junichi Matsuura | 2001                               | Tusquets Editores         |
| Tiếng Bồ Đào Nha  | Maria João Lourenço             | 2006                               | Casa das Letras           |
| Tiếng Hà Lan      | Yakobasu-Wes Tahoe Eindhoven    | 2000–2003                          | Atlas                     |
| Tiếng Thụy Điển   | Duke Eiko, Duke Yukiko          | 2007                               | Norstedts                 |
| Tiếng Đan Mạch    | Mette Holm                      | 2006                               | Klim                      |
| Tiếng Na Uy       | Risvik Kari, Kjell Risvik       | 1999                               | Pax forlag                |
| Tiếng Phần Lan    | Anna Zielińska-Elliot           | 2004                               | Wydawnictwo MUZA SA       |
| Tiếng Slovakia    | Dana Hoshimoto                  | 2010–2012                          | Slovart                   |
| Tiếng Slovenia    | Iztok ILC                       | 2014                               | Mladinska knjiga          |
| Tiếng Hungary     | Erdős György                    | 2009                               | Geopen Könyvkiadó         |
| Tiếng Rumani      | Angela Hondru                   | 2004                               | Polirom                   |
| Tiếng Nga         | Иван Логачев, Сергей Логачев    | 2005                               |                           |
| Tiếng Ukraine     | Дзюб Іван Петрович              | 2009                               |                           |
| Tiếng Litva       | Jūratė Nauronaitė               | 2007                               | Baltos lankos             |
| Tiếng Thổ Nhĩ Kỳ  | Nihal Önol                      | 2005                               | Doğan Kitap               |
| Tiếng Hebrew      |                                 | 2005                               | Kinneret Zmora-Bitan Dvir |
| Chữ Hán phồn thể  | Yoriyuki Akiratama              | Tháng 9 năm 1995, tháng 2 năm 1997 | 時報文化                  |
| Chữ Hán giản thể  | Lin Shaohua                     | 1997                               |                           |
| Tiếng Hàn Quốc    | Yoon Sung Won                   | Tháng 12 năm 1995                  | 文学思想社                |
| Tiếng Việt        | Trần Tiễn Cao Đăng              | 2007                               | Nhà xuất bản Hội nhà văn  |

## Thông tin về sách
- Murakami, Haruki (2010). The Wind-Up Bird Chronicle. translated by Jay Rubin. ISBN 0-679-77543-9.
- Murakami, Haruki (2010). The Wind-Up Bird Chronicle. translated by Jay Rubin. ISBN 1-86046-581-1.